# 国道50号線 (韓国)
国道50号線(甕津~開城線、ハングル: 국도 제50호선)は黄海道甕津郡から京畿道開城市をつなぐ大韓民国の一般国道である。 現在は朝鮮民主主義人民共和国の実効支配状態にある国道である。現在、全線が北朝鮮区間になっており、大韓民国が直接管理することは当然不可能だ。朝鮮半島の南北統一以後には江華島と黄海道をつなぐ道路が別途に連結される可能性もある。

## 歴史
- 1971年8月31日 : 一般国道路線指定令により国道50号線甕津-開城線になる。

## 通過する自治体
以北五道委員会を基準とする。
- 黄海道 : 甕津郡 - 海州市 - 延白郡
- 京畿道 : 開城市[2]

## 交差する道路
- 国道1号線
- 国道51号線 (韓国)（朝鮮語版）
- 国道52号線 (韓国)（朝鮮語版）